# Monumento a los caídos en Malvinas

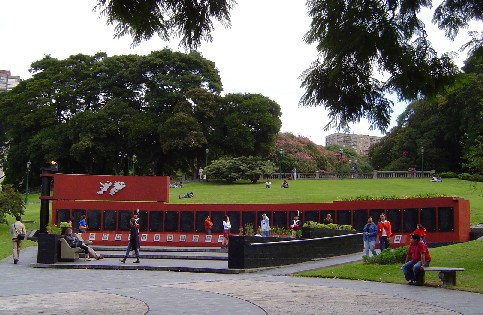
Das Monument auf der Plaza General San Martín

Das Monumento a los caídos en Malvinas (Monument der auf den Malvinas Gefallenen) ist ein Denkmal auf der Plaza General San Martín, Buenos Aires, das zum Gedenken an die Gefallenen des Falklandkriegs (Guerra de las Malvinas) errichtet wurde.
Das Denkmal liegt in dem Teil des Platzes, der der Avenida del Libertador zugewandt ist und besteht aus 25 schwarzen Marmorplatten mit den Namen der 649 argentinischen Soldaten, die im Krieg 1982 getötet wurden. Über einer Karte der Islas Malvinas (Falklandinseln) brennt eine Ewige Flamme.
Jeden Morgen um acht Uhr findet am Mahnmal eine Flaggenparade statt. Tagsüber wechseln die Wachen alle zwei Stunden bis um 18 Uhr, wenn die Flagge eingeholt wird. Die Wache besteht aus Mitgliedern der Teilstreitkräfte in historischen Uniformen.

## Geschichte
Präsident Carlos Menem beschloss per Dekret Nr. 1405 vom 5. Mai 1989, ein Kenotaph zu Ehren der Gefallenen des Falklandkriegs auf der Plaza San Martín im Stadtviertel Retiro zu errichten. 
Der gewählte Standort rief Kontroversen hervor: Einige meinten, dass der Ort nur dem Gedenken an General José de San Martín dienen sollte, andere, dass das Denkmal direkt gegenüber der Torre Monumental nicht die entsprechende Wirkung hätte, andere meinten, dass der Ort wegen des lauten Verkehrs ungeeignet für ein Denkmal für die Toten wäre, und es wurde auch gegen die Zerstörung der Grünanlagen auf dem Platz protestiert. Aber der Widerstand war nutzlos und das Denkmal wurde offiziell am 24. Juni 1990 eröffnet.

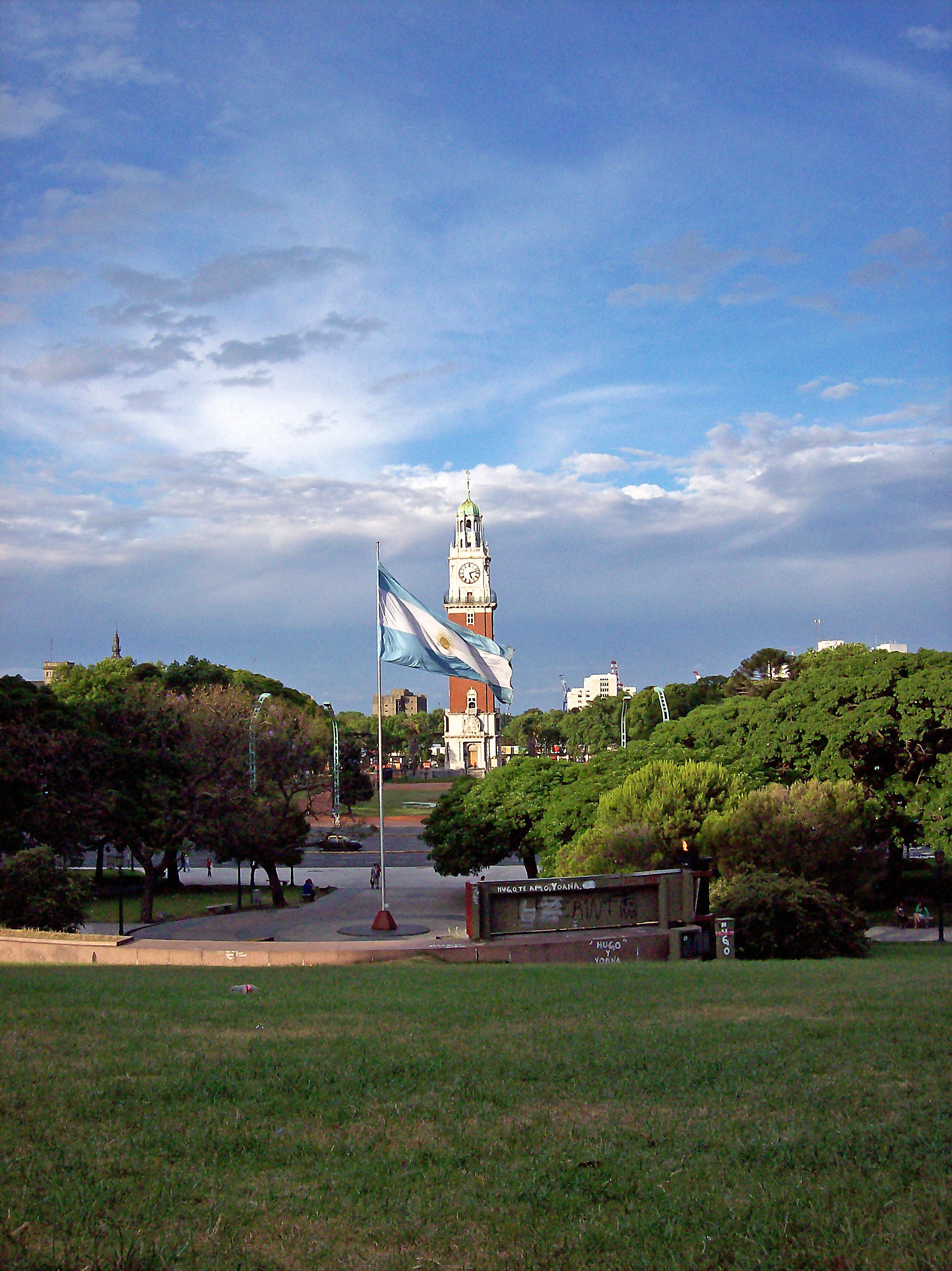
Rückseite des Monuments mit dem Torre Monumental

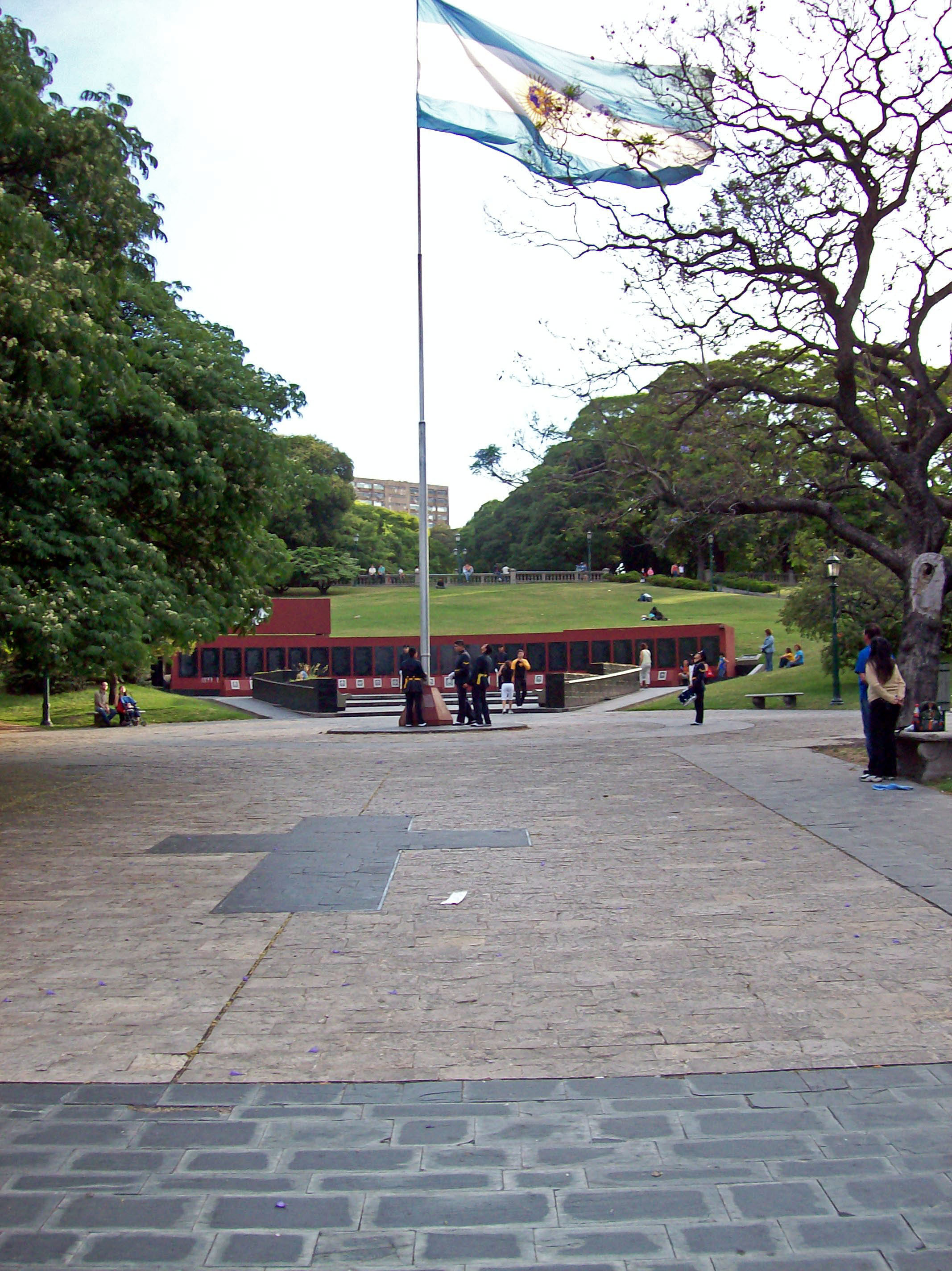
Flaggenparade

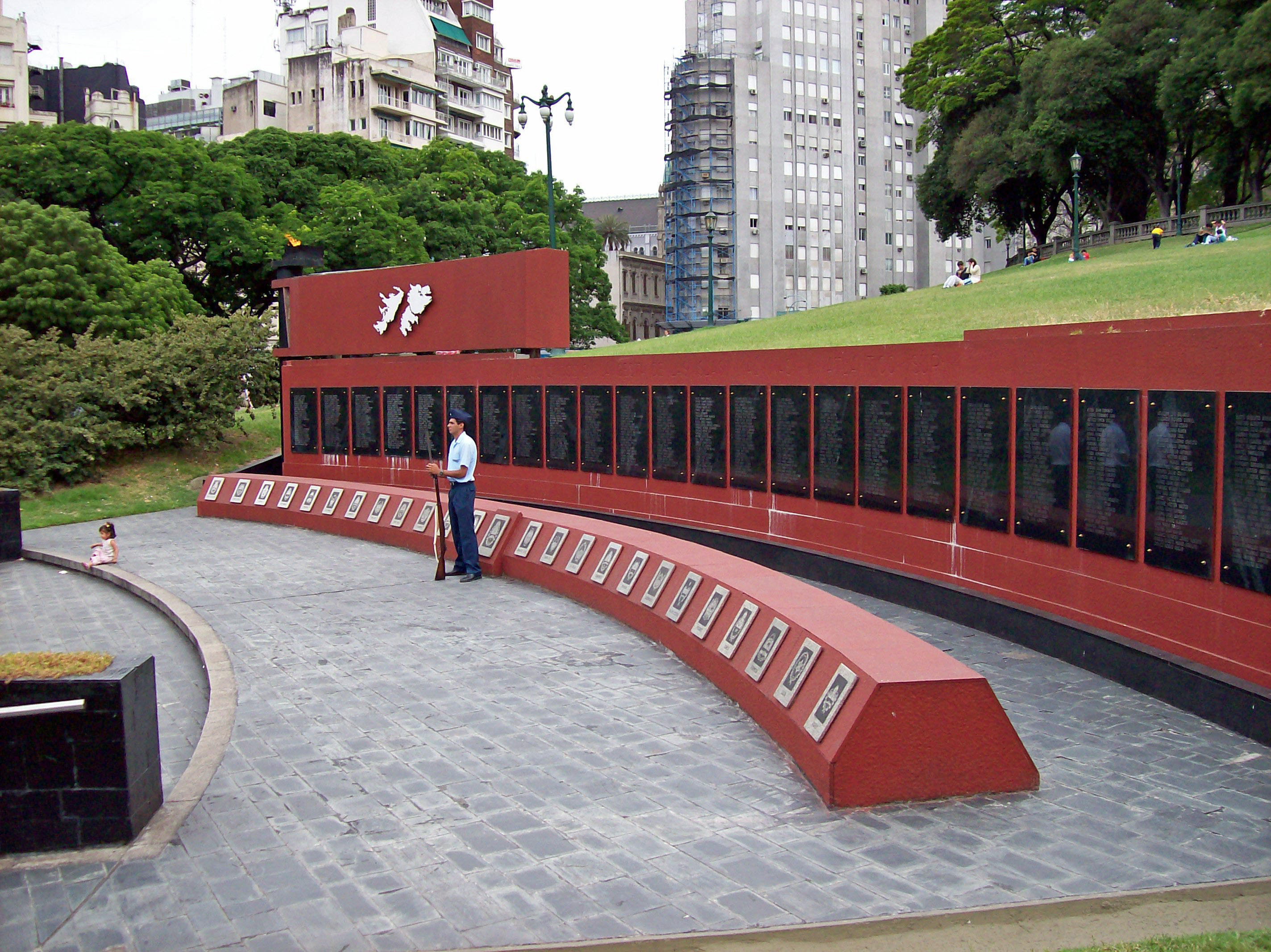
Die Namen der Gefallenen, davor die Wappen der Provinzen

## Besonderheiten
Die Arbeiten wurden von dem Architekten Andres Moran ausgeführt, einem ehemaligen Mitarbeiter des argentinischen Ministeriums für öffentliche Arbeiten und Dienstleistungen.
Das Monument ist 263 m² groß und befindet sich im Osten der Plaza San Martín, an der Avenida Leandro N. Alem.
Der westliche Teil des Denkmals besteht aus einer senkrechten halbkreisförmigen Wand mit 25 schwarzen Marmorplatten, die die Namen der 649 gefallenen Soldaten tragen, ohne Angabe ihres militärischen Rangs, eine Arbeit des Graveurs Edward Omar Urich. An der Nordseite der Wand gibt es eine prismenförmige Struktur mit der Silhouette der Falkland-Inseln und einer Widmung. Parallel vor der Wand wurde ein niedriges Podest mit den argentinischen Provinz- und Nationalwappen errichtet.
Zwei tiefer gelegene Halbkreise mit Sitzen symbolisieren zwei Arme, die einen Fahnenmast umgeben, an dem die argentinische Flagge weht. Auf einer Gedenktafel steht die Inschrift: La nación también rinde homenaje a los que guardan en su cuerpo o memoria las huellas del combate (dt. Die Nation ehrt auch diejenigen, die auf ihrem Körper oder in ihrer Erinnerung Spuren des Kampfes bewahren). Rund um den Mast sind zwei Kreise im Pflaster ausgeführt, die die argentinische Nationalkokarde darstellen sollen, zwischen Fahnenmast und der Avenida Alem ist ein Kreuz in das Pflaster eingelassen.
Je ein Soldat der drei Teilstreitkräfte bewacht ständig das Denkmal.
Siehe auch: Grabmal des unbekannten Soldaten